# Nemoura moselyi
Nemoura moselyi är en bäcksländeart som beskrevs av Raymond Justin Marie Despax 1934. Nemoura moselyi ingår i släktet Nemoura och familjen kryssbäcksländor. Inga underarter finns listade i Catalogue of Life.